# Spinapecta
Spinapecta is een geslacht van rechtvleugeligen uit de familie sabelsprinkhanen (Tettigoniidae). De wetenschappelijke naam van dit geslacht is voor het eerst geldig gepubliceerd in 2005 door Naskrecki & Lopes-Andrade.

## Soorten
Het geslacht Spinapecta  is monotypisch en omvat slechts de volgende soort:
- Spinapecta alieniphaga (Naskrecki & Lopes-Andrade, 2005)